# ユージン・ビンガム
ユージン・クック・ビンガム（英語: Eugene Cook Bingham, 1878年12月8日 - 1945年11月6日）はアメリカ合衆国の化学者。ラファイエット大学の化学科長を務めたこともある教授。レオロジーに多大な貢献をし、この言葉を（Markus Reinerとともに）導入した。理論と実際の両方で先駆者であった。ビンガムプラスチックもしくはビンガム液体として知られている液体は彼の名前にちなんでいる。ビンガム応力も同様である。アパラチアン・トレイルの建設責任者の1人でもあった。

## 経歴
バーモント州コーンウォール生まれ。1905年にジョンズ・ホプキンズ大学からPh.D取得。
変圧式粘度計により1921年にフランクリン研究所のメリット賞を受賞した。1922年、アメリカ化学会のメートル委員会委員長として、米国がメートル法を採択するようにキャンペーンを行った。
1945年にペンシルベニア州イーストンで亡くなった。

## 遺産
1948年より毎年レオロジー学会がビンガム・メダルを授与している。

## 主な著作
- Journal of Industrial and Engineering Chemistry (1914) vol. 6(3) pp. 233–237: A new viscometer for general scientific and technical purposes
- Journal of Physical Chemistry (1914) vol. 18(2) pp. 157–165: The Viscosity of Binary Mixtures
- Fluidity and Plasticity (1922) McGraw-Hill (Internet Digital Archive)
- Journal of Physical Chemistry (1925) vol. 29(10) pp. 1201–1204: Plasticity
- Review of Scientific Instruments (1933) vol. 4 p. 473: The New Science of Rheology
- Journal of General Physiology (1944) vol. 28 pp. 79–94, pp. 131–149 [Bingham and Roepke], (1945) vol. 28 pp. 605–626: The Rheology of Blood